# Alexis Avilés
Alexis Rene Avilés (ur. 17 listopada 1972) – kubański piłkarz występujący na pozycji bramkarza.

## Kariera klubowa
W swojej karierze Avilés grał w zespole FC Villa Clara.

## Kariera reprezentacyjna
W reprezentacji Kuby Avilés zadebiutował w 1998 roku. W tym samym roku znalazł się w drużynie na Złoty Puchar CONCACAF. Zagrał na nim w meczach ze Stanami Zjednoczonymi (0:3) i Kostaryką (2:7), a Kuba zakończyła turniej na fazie grupowej.
W 2005 roku ponownie został powołany do kadry na Złoty Puchar CONCACAF. Zagrał na nim w meczu z Kanadą (1:2), a Kuba odpadła z turnieju po fazie grupowej.
W drużynie narodowej Avilés grał w latach 1998-2005.